# Boerensmurf
Boerensmurf (ook wel: Boeresmurf) is een Smurf die een boer is.
Boerensmurf komt zowel voor in de stripserie als de tekenfilmserie. In de stripserie draagt hij soms een strooien Smurfenmuts en een groene tuinbroek.
In de tekenfilmserie De Smurfen ziet hij eruit als een gewone Smurf. In de Nederlandse tekenfilmversie praat Boerensmurf met een Drents accent (stem gedaan door Frans van Dusschoten), de nieuwe Boerensmurf (stem gedaan door Stan Limburg) heeft geen dergelijk accent. Boerensmurf werd later ingesproken door Freddie Tratlehner (voor de film De Smurfen uit 2011), Thijs van Aken (voor de film De Smurfen en het Verloren Dorp uit 2017) en Finn Poncin (voor de nieuwe televisieserie De Smurfen).
De originele stem van Boerensmurf werd onder andere ingesproken door Alan Young (televisieserie De Smurfen), Joel McCrary (De Smurfen uit 2011 en De Smurfen 2 uit 2013), Jeff Dunham (De Smurfen en het Verloren Dorp uit 2017) en David Freeman (3D-televisieserie De Smurfen).

## Boerensmurf in andere talen
- Engels: Farmer Smurf
- Frans: Schtroumpf Paysan
- Duits: Farmi Schlümpf